# Nicole Fox
Nicole Fox (sinh ngày 6 tháng 3 năm 1991) là một người mẫuthời trang Mỹ, có quê quán tại Louisville, Colorado. Cô được nhiều người biết đến với danh hiệu người chiến thắng mùa thi 13 của loạt chương trình America's Next Top Model.
Phần thưởng cô nhận được từ chương trình bao gồm một hợp đồng với công ty quản lý người mẫu Wilhelmina Models, một hợp đồng quảng cáo cho thương hiệu mỹ phẩm CoverGirl trị giá $100.000, cũng nhu xuất hiện trên bìa tạp chí Seventeen.

## Thuở nhỏ
Trước khi tham gia chương trình, cô đã theo học tại trường trung học Monarch (Colorado) và đang là sinh viên năm hai trường đại học Colorado tại Boulder, chuyên ngành mỹ thuật tạo hình. Nicole ước mong trở thành một nghệ sĩ, nhà báo hay nhà văn.

### America's Next Top Model
Nicole được chọn vào danh sách 14 ứng viên tranh tài cho danh hiệu Người mẫu đỉnh cao, mùa thi 13, một mùa thi đặc biệt chỉ dành riêng cho các người mẫu có chiều cao khiêm tốn từ 1m70, chiều cao tối đa dự tuyển, trở xuống. Xuyên suốt cuộc thi, Nicole đã hai lần chiến thắng thử thách, ba lần được gọi tên đầu tiên trong bảng xếp hạng các bức ảnh tốt của tuần. Dù tính cách lập dị, có chút e thẹn, nhưng cô luôn đứng trong top năm chưa bao giờ rơi vào nhóm những người cuối bảng, vốn rất nguy hiểm và cận kề ngưỡng cửa bị loại. Nhiều lần trong phần phê bình của giám khảo, cô đã làm họ kinh ngạc vì những tấm ảnh chụp thời thượng và sự am hiểu tường tận tỉ lệ cơ thể mặc cho bước đi trên sàn diễn không tự nhiên. Kết quả chung cuộc, cô được chọn là người chiến thắng America's Next Top Model, đánh bại người về nhì là Laura Kirkpatrick, một thí sinh khác cũng được hội đồng giám khảo đánh giá cao. Laura nói rằng cô tin chiến thắng sẽ thuộc về Nicole bởi vì những bức ảnh chụp quá tốt: "Mỗi lần gặp giám khảo, cô ấy không làm gì sai cả. Trong mắt họ, cô ấy thật sự hoàn hảo." Fox nói đôi lời về chiến thắng:
| “ | Đôi khi tôi không nghĩ mình sẽ vượt qua chuyến hành trình này, hệt như tôi sẽ về nhà và khóc ở tuần thi tuyển bởi "Bản thân tôi có cái gì để được vào tiếp vòng trong? Tôi không hiểu nổi!" Và tôi không nghĩ cô gái ngờ nghệch ấy làm nên chuyện, nhưng thực tế tôi ngờ nghệch, tôi là Người mẫu đỉnh cao Mỹ | ” |

Với vị trí dẫn đầu, cô nhận được giải thưởng bao gồm một hợp đồng quảng cáo trị giá $100.000 với mỹ phẩm CoverGirl, được đại diện bởi Wilhelmina Models và xuất hiện trên trang bìa của tạp chí Seventeen, cũng như sáu trang bài viết bên trong đó. Tyra Banks, cựu siêu mẫu và người dẫn chương trình America's Next Top Model, phát biểu sau chiến thắng của Nicole "Em là một ngôi sao. Bạn có NÓ rồi đấy!"